# Louis-François Bernier
Louis-François Bernier est un homme politique français né le 28 décembre 1754 à Passy-en-Valois (Aisne) et mort le 12 avril 1823 à Marizy-Sainte-Geneviève (Aisne).

## Biographie
Cultivateur, il est député de l'Aisne de 1791 à 1792.